# ASM Brescia
ASM Brescia è stata un'azienda speciale e una società per azioni italiana che ha operato nel settore dei servizi di pubblica utilità della città di Brescia dal 1908 al 2007.

## Storia
Il consiglio comunale di Brescia nella seduta del 23 luglio 1908 votò a favore di un'iniziativa della giunta del sindaco Girolamo Orefici – appoggiata da una maggioranza composta da liberali progressisti, repubblicani e socialisti – di costituire l'Azienda dei Servizi Municipalizzati che nel corso dell'anno assorbì l'azienda dei tram elettrici, costituita l'anno precedente, e quella della fabbrica del ghiaccio, fondata dieci anni prima. La sede fu posta in vicolo del Ballerino.
L'anno seguente, la giunta Orefici deliberò anche l'assunzione diretta della produzione dell'energia elettrica. Dopo l'esito favorevole di un referendum, tenutosi il 25 aprile 1909, il 1º giugno l'ASM subentrò alla Società Elettrica Bresciana (SEB) nella produzione e distribuzione della corrente elettrica in città.
Nel 1924, fu assunta anche la gestione del servizio gas e nel 1933 anche quella degli acquedotti.
Nel 1930, l'azienda dovette abbandonare la sede di vicolo del Ballerino perché all'interno del perimetro dei quartieri da demolire per costruire la futura Piazza Vittoria. I nuovi uffici furono posti in via Cavour a Porta Cremona. Nel 1937, la sezione "Tramvie urbane" fu ribattezzata "Filovie urbane" per adeguarsi alla nuova struttura dei trasporti urbani.
Negli anni cinquanta si avviò l'impiego del metano nella rete gas cittadina e iniziò l'utilizzo degli autobus in affiancamento alle filovie.
Nel 1964 fu inaugurata la nuova sede di via Lamarmora. Tre anni dopo, alla chiusura della rete filoviaria, la sezione "Filovie" fu ribattezzata "Trasporti Pubblici", mentre a partire dal 1º luglio 1968 l'azienda svolse anche il servizio di smaltimento dei rifiuti con la nuova sezione "Nettezza Urbana".
Nel 1972, su iniziativa del presidente Cesare Trebeschi, iniziarono i lavori per introdurre il servizio di teleriscaldamento nel quartiere Lamarmora che negli anni seguenti fu esteso progressivamente a tutta la città. Nello stesso anno, le sezioni Acquedotto e Gas furono unificate sotto l'unica direzione della sezione Energia.
Nel 1998, l'azienda speciale fu trasformata in società per azioni: il capitale azionario fu detenuto per il 99,49% dal Comune di Brescia, mentre quote minori furono assegnate a AEM Milano, Meta Modena, ASM Rovereto e AGSM Verona. Secondo lo statuto, il Comune di Brescia avrebbe mantenuto la maggioranza del capitale e avrebbe detenuto la prelazione in caso di cessione di quote da parte di un socio.
Nel 1999, fu creata la società Asmea (ASM Energia e Ambiente) allo scopo di gestire la vendita dell'energia elettrica nel mercato libero, mentre l'anno seguente fu fondata Plurigas per l'importazione e l'acquisto di gas naturale dall'estero.
Puntando alla quotazione in Borsa Italiana, nel giugno 2001 il ramo aziendale della divisione "Trasporti Pubblici" fu trasferito a un'apposita società, Brescia Trasporti, mentre a dicembre dello stesso anno fu costituita Brescia Mobilità, una società finanziaria a cui fecero capo le aziende legate sia al trasporto pubblico, tra cui quella che avrebbe gestito la metropolitana di Brescia, sia alla gestione dei parcheggi. La quotazione iniziò il 1º luglio 2002 nel segmento Midex (ASM.MI, ISIN: IT0003275200).
Nell'ottobre 2007, l'assemblea della società approvò la fusione per incorporazione in AEM con efficacia a partire dal 1º gennaio 2008. Contestualmente la nuova impresa assunse la denominazione di A2A.

## Presidenti
- Giuseppe Orefici (1909-1913)[3]
- Edoardo Barni (1913)[3]
- Giuliano Massarani (1914-1920)[3]
- Alessandro Mazzola (1920-1923)[3]
- Antonio Zanon (1923-1924, commissario prefettizio)[3]
- Salvatore Portelli (1924-1926)[3]
- Alfredo Giarratana (1926-1942)[3]
- Oreste Buffoli (1942-1943)[3]
- Antonio Berlucchi (1943-1944, commissario prefettizio)[3]
- Giuseppe Cacciatore (1944-maggio 1945)[3]
- Costante Bianchi (maggio 1945-aprile 1946)[3]
- Erminio Barozzi (aprile 1946-agosto 1946, presidente facente funzione)[3]
- Gaetano Spinoza (agosto 1946-1949)[3]
- Giovan Battista Cavadini (1949-1956)[3]
- Libero Dordoni (1956[3]-1967[16])
- Giovanni Fasser (1967-1970)
- Cesare Trebeschi (1970[17]-1975)
- Luciano Silveri (1975[18]-1986)
- Riccardo Conti (1986[19]-1990)
- Angelo Rampinelli (1990[20]-1995)
- Renzo Capra (1995[21]-2008[22])

## Azionariato
Il 31 dicembre 2007, prima della fusione in AEM, la situazione azionaria era la seguente:
- comune di Brescia - 69,238%
- comune di Bergamo - 5,002%
- Bergamo Infrastrutture Spa (società interamente partecipata dal comune di Bergamo)- 0,025%
- Fingruppo Holding Spa - 4,965%
- Energia e Servizi Srl (Gruppo Carlo Tassara SpA) - 2,857%
- FMR LLC - 2,001%
- Fidelity International Limited - 2,014%
- Flottante - 13,898%